# القصر (مناخة)

تعديل مصدري - تعديل

القصر هي إحدى قرى عزلة المغارب السفلى بمديرية مناخة التابعة لمحافظة صنعاء، بلغ تعداد سكانها 482 نسمة حسب تعداد اليمن لعام 2004.